# Karen Johnson
Pour les articles homonymes, voir Johnson.
Karen Johnson est une géologue britannique qui est professeure en génie environnemental à l'Université de Durham. Elle reçoit le prix Rosalind-Franklin 2023 de la Royal Society.

## Jeunesse et formation
Johnson étudie l'hydrogéologie à l'University College de Londres. Après avoir obtenu son master en 1995, elle rejoint le secteur de l'eau. Elle retourne finalement au monde universitaire et obtient un doctorat à l'université de Newcastle sous la direction de Paul Younger (en). Elle reste à Newcastle en tant que chercheuse postdoctorale.

## Recherche et carrière
En 2005, Johnson rejoint l'université de Durham, où elle est nommée professeure de génie environnemental. Son travail porte sur les eaux usées et l'identification de stratégies pour traiter les eaux usées. Parallèlement au traitement des eaux usées au Royaume-Uni, Johnson travaille sur divers projets internationaux en matière d'écologie, notamment en étudiant l'interaction entre l'insécurité foncière et la pauvreté.

## Prix et distinctions
- 2011 Prix Philip-Leverhulme d'ingénierie [3]
- 2023 Prix Rosalind-Franklin de la Royal Society [4],[5]

## Publications (sélection)
- (en) Lawrence I Bowden, Adam P Jarvis, Paul Younger et Karen L Johnson, « Phosphorus removal from waste waters using basic oxygen steel slag », Environmental Science & Technology, ACS, vol. 43, no 7,‎ 1er avril 2009, p. 2476-2481 (ISSN 0013-936X, 1520-5851 et 1068-4980, PMID 19452904, DOI 10.1021/ES801626D).
- (en) Selina M. Bamforth, David A.C. Manning, Ian Singleton, Paul L. Younger et Karen L. Johnson, « Manganese removal from mine waters – investigating the occurrence and importance of manganese carbonates », Applied Geochemistry, Elsevier, vol. 21, no 8,‎ août 2006, p. 1274-1287 (ISSN 0883-2927 et 1872-9134, OCLC 164814949, DOI 10.1016/J.APGEOCHEM.2006.06.004).
- (en) Catherine E Clarke, Filip Kielar, Helen M Talbot et Karen L Johnson, « Oxidative decolorization of acid azo dyes by a Mn oxide containing waste », Environmental Science & Technology, ACS, vol. 44, no 3,‎ 1er février 2010, p. 1116-1122 (ISSN 0013-936X, 1520-5851 et 1068-4980, PMID 20070073, DOI 10.1021/ES902305E).